# トマトペースト

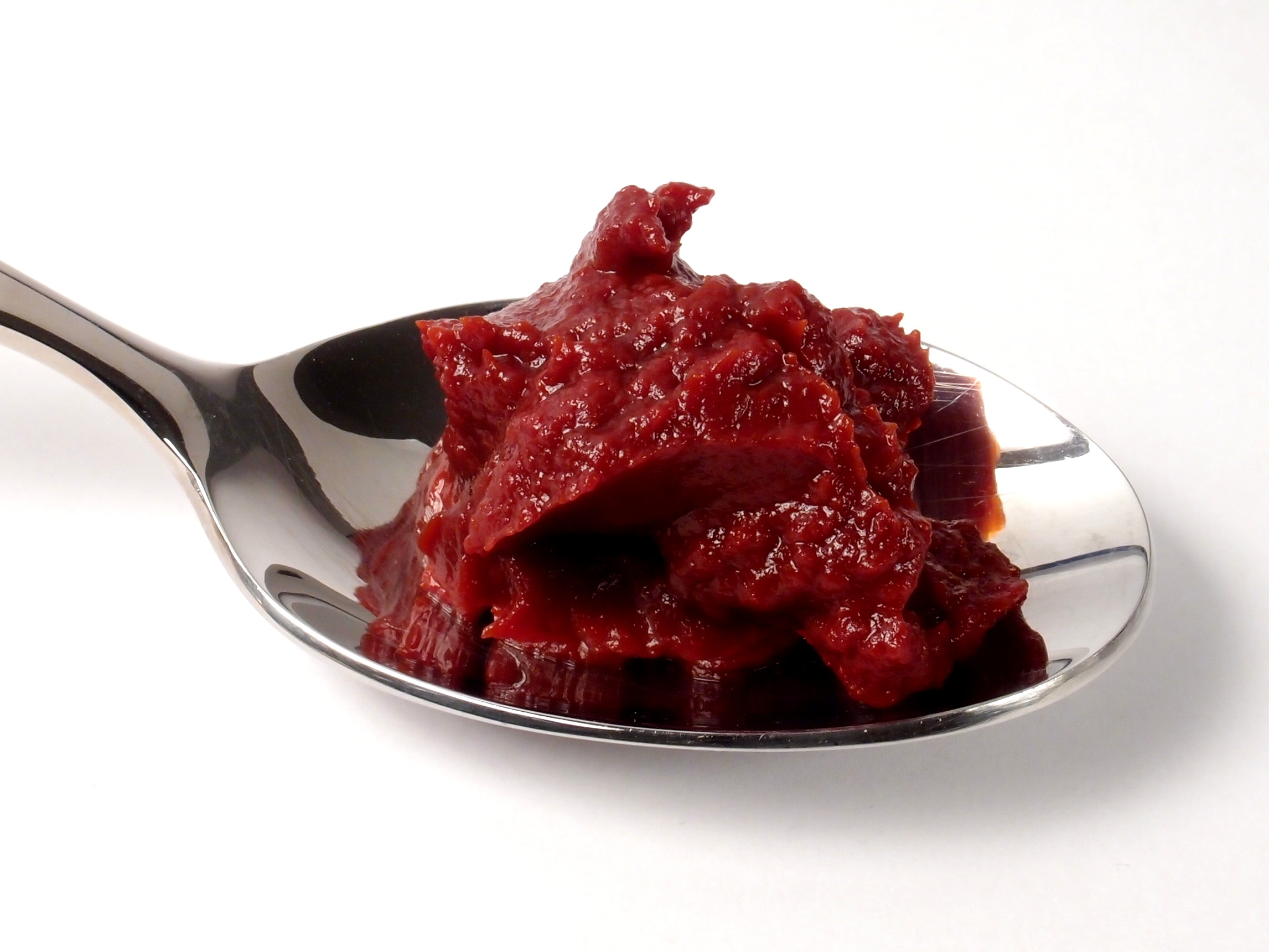
トマトペースト

トマトペースト（Tomato paste）は、トマトを調理することで作られたペースト。水分含有量を減らすために、時間をかけて種子や皮をとりだし、豊かな濃縮物に塩基を減らすために再び液体状に調理する。  パスタ、スープ、煮込み肉などのさまざまな料理に強いトマトの風味を与えるために使用される。 
対照的に、 トマトピューレは、砕いて簡単に茹でて濾したトマトから作られた液体状のもの。  

## 歴史と伝統
伝統の部品で作られてトマトペーストは、シチリア 、 南イタリアとマルタと広がることにより、ちいさな木製のボード上でトマトが十分な厚さになるまでペーストを乾燥させる。このため暑い8月の太陽の下で屋外にて掻き集められ、濃い色の暗いボールにまとめられる。 今日ではこの職人技の製品は工業用（はるかに薄い）に変わっており、入手が困難。商業生産では果皮の壁が厚く全体の水分が少ないトマトを使用。これらはスーパーマーケットで一般的に見られるトマトとは大きく異なっている。トマトペーストは20世紀初頭に市販されはじめる。 

## 地域差
英国では、トマトペーストは濃縮ピューレと呼ばれている  。 
米国では トマトペーストは単に濃縮されたトマトの固形分（種子や皮なし）であり、甘味料（ 高果糖コーンシロップ ）が添加されていることもあり、同一性基準がある（ 連邦規則 集 、 21 CFR 155.191を参照）。 トマトピューレは、トマト固形分要件が低くなっている。 
ヨーロッパの市場では塩入りのトマトペーストが好まれているが、イスラエルなど一部の中東諸国では砂糖入りのトマトペーストが好まれている。  
セントヘレナでは、伝統的にダンスで提供されていたため、地元では「ブレッドアンドダンス」として知られているサンドイッチスタイルで食べられている。  

## 用途
トマトペーストは、強い味、特にトマトに見られる自然のうま味を与えるために料理に追加される。 トマトペーストが一般的に使用される料理の例としては、パスタソース、スープ、煮込み肉などがある。 ペーストは通常、調理プロセスの早い段階で追加され、 キャラメル化するためにソテーされる。  
製造条件に基くとペーストはケチャップまたは再構成されたトマトジュースを作るための基礎となる。 
- ホットブレーク：約100 °C (212 °F)加熱、ペクチンは保存され、ペーストはより厚く、ケチャップに使用可能
- ウォームブレイク：約79 °C (174 °F)加熱、色は保持されないが、味は保持される
- コールドブレーク：約66 °C (151 °F)加熱、色、風味が保存されているので、ジュースに戻すことが可能

トマトペーストを利用した料理にトマト鍋、スパニッシュライス、ミートソース・ボロネーゼ、クスクス、ラグマン、サルマ (料理)、ナゲットソース、サルチャ、サルタ (イエメン料理)、クスル、クーフテ・タブリーズィー、カルデレータ、アジカ、キョポール、マンティ、チリクラブ、ザクスカなど多数。